# Doriva (ur. 1972)
Doriva, właśc. Dorival Guidoni Júnior (ur. 28 maja 1972 w Nhandearze) – brazylijski piłkarz grający na pozycji pomocnika. Wicemistrz świata z roku 1998.
Pierwszym klubem Dorivy w karierze było São Paulo, w którym zadebiutował w 1993 roku. Następnie grał w takich klubach jak: Atlético Mineiro, portugalskie FC Porto, włoska UC Sampdoria, hiszpańska Celta Vigo, angielskie Middlesbrough oraz Blackpool, a także rodzime América-SP i Mirassol, w barwach którego zakończył karierę w 2007 roku. W swojej karierze zwyciężył dwukrotnie wywalczył mistrzostwo Portugalii z FC Porto (1998, 1999) oraz zdobył z nim Puchar Portugalii w 1998 roku. W 2004 roku wraz z Middlesbrough wywalczył Puchar Ligi Angielskiej. Z kolei z zespołem São Paulo zdobył Copa Libertadores w 1993 roku, Recopa Sudamericana (1993, 1994) i Puchar Interkontynentalny (1993).
W reprezentacji Brazylii Doriva zadebiutował 17 maja 1995 roku w wygranym 2:1 meczu z Izraelem. W kadrze narodowej od 1995 do 1998 roku rozegrał 12 spotkań. Brał udział w Mundialu we Francji. Z Brazylią wywalczył wówczas wicemistrzostwo świata.